# 川添村 (香川県)
川添村（かわぞえむら）は、香川県木田郡にあった村。現在の高松市元山町・東山崎町・下田井町にあたる。

## 人口
| \| 1920年（大正9年） \| 2,750人 \| \| \| 1925年（大正14年） \| 2,784人 \| \| \| 1930年（昭和5年） \| 2,942人 \| \| \| 1935年（昭和10年） \| 2,970人 \| \| \| 1940年（昭和15年） \| 2,873人 \| \| \| 1947年（昭和22年） \| 4,088人 \| \| \| 1950年（昭和25年） \| 4,069人 \| \| \| 1955年（昭和30年） \| 3,899人 \| \| |         |  |
| 総務省統計局 / 国勢調査（1955年） |         |  |
| 1920年（大正9年） | 2,750人 |  |
| 1925年（大正14年） | 2,784人 |  |
| 1930年（昭和5年） | 2,942人 |  |
| 1935年（昭和10年） | 2,970人 |  |
| 1940年（昭和15年） | 2,873人 |  |
| 1947年（昭和22年） | 4,088人 |  |
| 1950年（昭和25年） | 4,069人 |  |
| 1955年（昭和30年） | 3,899人 |  |

## 歴史
- 1890年2月15日 - 町村制施行に伴い、山田郡元山村（もとやまむら）、山崎村（やまさきむら）、下田井村（しもたいむら）が合併し、川添村が発足。
- 1899年3月16日 - 山田郡が三木郡と合併し、木田郡となる。
- 1956年9月30日 - 高松市に編入合併。同日付で川添村が廃止。